# Artefactum
Artefactum was een tweemaandelijks kunsttijdschrift over de hedendaagse kunst in Europa. Het werd in Antwerpen uitgegeven van 1983 tot 1994.

## Geschiedenis
Artefactum werd in 1983 opgericht door kunsthistoricus Flor Bex. Hij was hoofdredacteur tot 1987. Daarna waren achtereenvolgens Lieven Van Den Abeele (tot 1989), Anne Schraenen (tot 1994) en Erno Vroonen (in 1994) hoofdredacteur. Bex bleef wel in het redactiecomité en deed de vormgeving van het tijdschrift.
Het tijdschrift was gericht op onder andere kunstliefhebbers en kunstkopers. Het was meertalig en had een internationale allure.
In 1994 ging het tijdschrift failliet. Adverteerders betaalden niet op tijd en een aankoop van 1400 abonnementen door de Nationale Loterij bij wijze van steun, die bevestigd was door de bevoegde minister, ging niet door.

## Het M HKA
De oprichter van het tijdschrift, Flor Bex, was vanaf 1985 eveneens oprichter en directeur van het M HKA en kocht voor dat museum dus ook kunstwerken. Van 10 september 2010 tot 20 februari 2011 waren in het M HKA werken uit de eigen collectie te zien in de tentoonstelling De Artefactum-jaren, over het "kunstbeeld in Vlaanderen in de periode 1985-1995". Daarvoor werd onder andere de invloed onderzocht die Artefactum in die tijd had op het aankoopbeleid van het museum, of tenminste de correlatie tussen beide. De catalogus van de tentoonstelling werd een nieuw nummer van het tijdschrift.